# Jasper Balcaen
Jasper Balcaen (Waregem, 1 september 1992) is een Belgisch alpineskiër.

## Levensloop
Op het WK van 2013 werd Balcaen twaalfde in de slalom. Op de Paralympische Winterspelen van 2014 in Sotsji was hij een van de twee Belgische deelnemers. Balcaen heeft hemiplegie en skiet binnen de categorie van de staande skiërs.  Op het WK in 2015 werd hij opnieuw 12de in de slalom daarmee spoelde hij de kater van Sotsji door na een pechseizoen. Op de paralympische spelen in 2018 kwam hij zwaar ten val tijdens de Super G. Balcaen kwam alsnog aan de start van de slalom waar hij 15de werd.
Balcaen beëindigt zijn internationale carrière in 2018. Hij woont in Nazareth en is de broer van zeiler Lander Balcaen.